# Notentera ivanovi
Notentera ivanovi is een platworm (Platyhelminthes). De worm is tweeslachtig. De soort leeft in het zoute water.
Het geslacht Notentera, waarin de platworm wordt geplaatst, wordt tot de familie Notenteridae gerekend. De wetenschappelijke naam van de soort werd voor het eerst geldig gepubliceerd in 1997 door Joffe, Selivanova & Kornakova.